# Paguroidea
Los paguroideos (Paguroidea) son una superfamilia de crustáceos decápodos, conocidos popularmente como cangrejos ermitaños o paguros. Estos crustáceos tienen en común el uso de conchas de caracol para cubrir su abdomen, que es más blando que el de otros cangrejos. Este tipo de relación interespecífica que mantiene con las conchas de los moluscos muertos se denomina tanatocresis, y es uno de los pocos animales que la realiza. Existen alrededor de 500 especies de cangrejos ermitaños alrededor del mundo, siendo la mayoría acuáticos, pero existiendo algunos terrestres.
Solo la parte delantera está cubierta por un exoesqueleto rígido. Para protegerse se refugia dentro de conchas vacías de moluscos. Su abdomen está enroscado para que pueda caber dentro de la concha; además, sus patas y pinzas le permiten bloquear la entrada. A medida que el cangrejo crece, debe cambiar de casa. Empieza por inspeccionar detenidamente con sus pinzas las conchas vacías y cuando encuentra la adecuada, se muda rápidamente. Para los cangrejos ermitaños encontrar una concha vacía es cuestión de vida o muerte, por lo que son frecuentes las luchas entre ellos cuando hay pocas disponibles.

## Alimentación
A pesar de que son mayormente carroñeros en realidad son omnívoros, es decir pueden cazar caracoles acuáticos, mejillones, gusanos, pequeños peces, crustáceos, larvas, además de varios tipos de plantas a menudo en arenisca entresacada con trozos de algas, hojas, y corteza de árboles. Algunas especies de cangrejo ermitaño pueden recurrir al canibalismo en caso de escasez de recursos

## Reproducción
Tiene cientos de crías, aunque esto dependerá del tipo de caparazón que tenga el cangrejo y de las sustancias que absorba.
Generalmente la hembra lleva los huevos bajo el abdomen, y una vez fecundados los liberan al mar, donde al eclosionar, las pequeñas larvas, llamadas zoes, forman parte del zooplancton.
Solo se aparea dos veces al año.

## Desarrollo
Al ir creciendo van cambiando de piel hasta que salen sus cuatro antenas y dos pinzas. Entonces está listo para buscar una concha que proteja su cuerpo y salir a la playa en donde vivirá mayor tiempo. Con el paso del tiempo, el cangrejo crece y necesita de otro caparazón, por lo cual, absorbe agua en una proporción de casi el 70 % de su peso, y así hinchado, produce la ruptura del viejo exoesqueleto.
La concha retiene agua muy útil para la respiración branquial cuando el cangrejo queda descubierto.
El inconveniente de este sistema de crecimiento, es que en este lapso  que transcurre entre que se desprende la concha vieja y entra a la nueva, el animal queda indefenso y a merced de un gran número de depredadores que buscan esa oportunidad para comérselo. 
Algunos ermitaños no se conforman con la protección de la concha y se asocian con anémonas que imponen a los depredadores con sus tentáculos urticantes. Estas últimas son utilizadas por algunos pescadores como cebo para sepias.

## Gastronomía
En las Islas Baleares, muchos pescadores los cuecen a la brasa, adobados con limón y pimienta. Los cuecen con la concha y las anémonas asociadas a ella, a las cuales las llaman coloquialmente "figues" que en catalán significa "higos". A estas últimas se les hace un corte lateral para facilitar la limpieza de la arena que suelen retener en su cavidad gástrica, y se cuecen hasta estar muy hechas. Al limpiarlas se debe tener especial cuidado en no llevarse la mano a la cara ni a los ojos, ya que se pueden producir irritaciones debido a sus células urticantes.
El abdomen del cangrejo es blando y la carne en su interior tiene un sabor muy característico. De hecho es la única parte realmente apreciable, ya que su cefalotórax es muy duro y contiene poca carne. Los ermitaños también se pueden añadir en paellas y arroces, aunque no existe demanda en las pescaderías ya que su gastronomía es muy reducida y poco conocida.